# 井口祐一
井口祐一（日语：／ Iguchi Yūichi，1981年2月22日—），日本男性配音員。出身於東京都，目前隸屬於東京俳優生活協同組合。血型A型，身高167cm。

## 人物、經歷
- 小時候的志願是獸醫。
- 暱稱是。
- 在動畫、Drama CD、電視廣告、廣播廣告、電視旁白等各個領域裡面活躍著。
- 養了一隻倉鼠與白禾雀。
- 俳協Voice Actors Studio第27期學生。
- 2015年和高瀨泰幸組合參加M-1大賽，並在初選第一回合被淘汰。

## 演出作品

### 電視動畫
2008年
- 神薙（男性客）

2009年
- 奇幻魔法Melody（ヒロシ）
- 寶石寵物（劍道部部員、尼克）
- 戰鬥司書系列（ロンケニー）
- FAIRY TAIL（馬克斯·阿洛則）

2010年
- 王牌投手 振臂高揮（古澤淳）
- 學園默示錄（男學生）
- 寶石寵物 Twinkle☆（尼克）
- 青春CUP（男學生）
- 無頭騎士異聞錄 DuRaRaRa!!（金澤、黄巾賊B、黄巾賊1）
- 嬌蠻貓娘大橫行（學生1）
- 变身！公主偶像（係員、客C）
- 超元氣3姊妹（GACHI BLACK）

2011年
- FAIRY TAIL（卡瓦茲）
- 超元氣3姊妹 增量中!（GACHI BLACK）
- 放浪男孩（有賀誠）
- 遊戲王ZEXAL（奧平風也）
- Battle Spirits 霸王（兒童B、對戰對手、觀眾）
- 爆漫王。2（白鳥旬）
- 便·當（內本宏明）

2012年
- 蠟筆小新（男性D）
- 忍者乱太郎（蜉蝣〈第3代〉、忍者）
- Battle Spirits 霸王（少年A）
- 機動戰士鋼彈AGE（胡安·卡斯特羅法、維根兵士）
- 惡魔高校D×D（匙元士郎）
- 足球騎士（櫻井學、男性）
- 零之使魔F（布魯）
- 輪迴的拉格朗日（芹澤颯太）
- 男子高校生的日常（清彥）
- 一起一起這裡那裡（男子學生）
- 戰國Collection（工作人員）
- 寶石寵物 Kira☆Deco！（尼克）
- 黃昏乙女×失憶幽靈（男子學生）
- 坂道上的阿波羅（男子、學生、屋上的學生）
- 冰菓（超自然研究部員）
- 輪迴的拉格朗日season2（芹澤颯太、KISS B）
- 聖靈家族（艾蒙(Elmo)）
- Campione 弒神者！（反町、學生B）
- 鄰座的怪同學（下柳）
- 向陽素描×蜂窩（播報員、司儀、書記工作人員）
- JoJo的奇妙冒险（少年）
- 爆漫王。3（白鳥旬）
- Little Busters!（男子學生A、學生B、學生D、男子學生B）
- 激戰！彈珠人（神扇飛鳥）

2013年
- 初音島III
- 我的妹妹哪有這麼可愛。（御鏡光輝）
- 打工吧！魔王大人（強盜、猿江三月／沙利葉）[1]
- 斯特拉女子學院高等科C³部（濱風大七）
- 惡魔高校D×D NEW（匙元士郎）
- 靈裝戰士（金剛寺隼人）
- 遊戲王ZEXAL Ⅱ（奧平風也）

2014年
- 天雷爭霸:復仇者聯盟（曉光）
- 我們大家的河合莊（宇佐和成）
- 戲劇性謀殺（Sei、赤髮、？？？）
- 遊戲王ZEXAL Ⅱ（奧平風也）
- 日常生活中的異能戰鬥（芥川柳）
- 記錄的地平線（庫昂）
- 新哆啦A夢（浦島太郎、士兵機器人、國中生３、學生）

2015年
- 美男高校地球防衛部LOVE！（田澤益也）
- 無頭騎士異聞錄 DuRaRaRa!!×2 承（金澤）
- 惡魔高校D×D BorN（匙元士郎）
- 無頭騎士異聞錄 DuRaRaRa!!×2 轉（谷田部）
- 學戰都市Asterisk（塞拉斯·諾曼）

2016年
- 新我們這一家（古田）
- 無頭騎士異聞錄 DuRaRaRa!!×2 結（谷田部）
- 田中君總是如此慵懶（加藤）
- OZMAFIA!!（索）
- 槍彈辯駁3 －The End of 希望峰學園－ 絕望篇（學生會、預備學科生）
- 刀劍亂舞-花丸-（螢丸）

2017年
- Spiritpact（楊敬華）
- 昭和元祿落語心中 -助六再現篇-（小太郎、客）
- ACCA13區監察課（ダンリン）
- 重啟咲良田（坂上央介）

2018年
- 皇帝聖印戰記（阿雷克西斯·德賽）
- 續 刀劍亂舞-花丸-（螢丸）
- 蠟筆小新（宇加津草太）
- 付喪神出租中（利休）
- 我讓最想被擁抱的男人給威脅了。（藤崎優也）

2019年
- 一弦定音！（水原光太[2]）
- 忍者亂太郎（忍者學校畢業生）
- BEASTARS（基維、客）
- 屁屁偵探（兔人）

2020年
- 蠟筆小新（鞋店店員A）
- Healin' Good ♥ 光之美少女（益子道男）
- 寶石商人理察的謎鑑定（下村晴良）

2021年
- ICHU偶像進行曲（湊奏多）
- BEASTARS 第2期（宣傳部部長、基維）
- 神奇柑仔店 錢天堂（青木宗二）
- 急戰5秒殊死鬥（星野王子）
- 轉生成女性向遊戲只有毀滅END的壞人大小姐X（男）
- 結城友奈是勇者-大滿開之章-

2022年
- 打工吧！！魔王大人（猿江三月／沙利葉[3]）

2023年
- 名偵探柯南（森川游三郎）

2024年
- 刀劍亂舞 廻 -虛傳 燃燒的本能寺-（螢丸[4]）

### OVA
2011年
- 歡迎光臨妖精Hills!!（馬克斯·阿洛則）

2012年
- 輪迴的拉格朗日 鴨川的日子（芹澤颯太）

2013年
- 女子落語（醫者）

### 動畫電影
2012年
- 劇場版FAIRY TAIL 鳳凰的巫女

2013年
- Code Geass 亡國的阿基德 第2章「被撕裂的翼龍」（西蒙）

2025年
- 大雄的繪畫世界物語（守衛）

### 遊戲
- （玩家角色聲音）
- 劍與魔法與學園。2
- （暮崎儚）
- 無頭騎士異聞錄 DuRaRaRa!! 3way standoff（谷田部浩二）
- 純愛手札 Girl's Side 3rd Story（春日太陽）
- Lucky Dog 1（ジュリオ・ディ・ボンドーネ／Giulio di Bondone）
- （水庭苓）
- OZMAFIA!!（索）
- 白露之怪（狐）
- 戲劇性謀殺（Sei）
- 刀劍亂舞（螢丸）
- 偶像★進行曲（湊奏多）
- 原神（哲平、鹿野院平藏）

### 廣播
- （主持）
- （助手）
- （客串）

### 廣播劇
- 六夜怪談（隼祥）
- VOMIC 櫻姬華傳

### 旁白、廣告
- 學園天堂
- 東京迪士尼海洋
- NEWS ZERO
- MIT3G

### Drama CD
- 清秀佳人（ルビー・ギリス）
- Invisible Ice（カフカ）
- （鬼C）
- （北軍兵士）
- （B班學生）
- 真空融接（舍監）
- 無頭騎士異聞錄 DuRaRaRa!! DVD第2卷特典 Drama CD（金澤）
- 小王子
- （イレーネ・ユリアーノ）（女聲）
- humANdroid ～～ Type M（Type M）

### BLCD
- 愛玩少年（清瀨春仁）
- （新造、椛）
- （清水優）
  - （清水優）
- （學生）
- SEXY EFFECT 96 2 HOT STYLE（水原敦）
- （男子部員）
- （松波聖）
- （棒球部員）
- （原田）

## 外部連結
- （日語） 井口　祐一，在事務所上的介紹頁面。
- （日語） 井口祐一の「子ねずみ冒険記」（页面存档备份，存于），本人的網誌。
- 井口祐一的X（前Twitter）